# District de Guandu
Pour les articles homonymes, voir Guandu.
Le district de Guandu (官渡区 ; pinyin : Guāndù Qū) est une subdivision administrative de la province du Yunnan en Chine. Il est placé sous la juridiction administrative de la ville-préfecture de Kunming.

## Démographie
La population du district était de 853 371 habitants en 2010.